# Джоузеф Джон Томсън
 Джоузеф Джон Томсън известен като Дж. Дж. Томсън (на английски: Sir Joseph John Thomson, J. J. Thomson) е английски учен. На него се дължи откриването на електрона и изотопите и изобретяването на мас-спектрометъра. През 1906 г. получава Нобелова награда за физика за откриването на електрона.

## Биография
Роден е на 18 декември 1856 година в Чийтам Хил, Манчестър, Англия. Завършва университета в Манчестър през 1876 г., след което постъпва в Тринити Колидж, Кеймбридж. През 1884 замества Релей като професор по физика в катедрата по експериментална физика в Кеймбридж. През 1897 г. открива електрона, за което му е присъдена Нобеловата награда за физика през 1906 г. На следващата година предлага модел за строежа на атома, известен като „пудинг със стафиди“: отрицателно заредени електрони, заобиколени от еднородна сфера от положително заредено вещество.:с. 122 – 3
Неговият син Джордж Паджет Томсън (на английски: George Paget Thomson, 1892 – 1975) също е Нобелов лауреат по физика. Получава наградата през 1937 г. за откритието на дифракцията на електрони в кристали. Един от учениците на Дж. Дж. Томсън е Ърнест Ръдърфорд, носител на Нобелова награда за химия през 1908 г.
Умира на 30 август 1940 година в Кеймбридж на 83-годишна възраст.